# L'Été ou Cérès
L'Été ou Cérès est un tableau réalisé par le peintre français Jean-François Millet en 1864-1865 à Barbizon, en Seine-et-Marne. Cette huile sur toile de format vertical représente une jeune femme aux seins nus debout dans un champ de blé en train d'être moissonné, avec dans les mains une faucille et un van, et à ses pieds une corbeille de pain. Il s'agit d'une peinture mythologique figurant Cérès et servant d'allégorie de l'Été. Commandée en janvier 1864 par l'architecte Alfred Feydeau pour la décoration de la salle à manger du nouvel appartement du banquier Thomas, rue Beaujon à Paris, l'œuvre y est définitivement installée le 29 septembre 1865. Léguée par Jean-René Tauzin en 1971, elle est conservée au musée des Beaux-Arts de Bordeaux, à Bordeaux.